# Volume 2 (CKY)
Volume 2 è un album di raccolta del gruppo musicale alternative metal statunitense CKY, pubblicato nel 1999, lo stesso giorno di Volume 1.

## Tracce
1. Foolin' – 1:02
2. Bon Jovi – 0:10
3. Football Trivia – 1:34
4. Shippensburg – 3:20
5. Fairman's Song – 3:20
6. Nothing You Can Do – 1:21
7. Chad's in Hi-Fi – 3:34
8. Kerry Getz – 0:17
9. Eye of the Tiger – 1:40
10. Step to CKY – 1:07
11. Drunken Freestyle – 1:31
12. My Music Bam Bam – 0:42
13. Victory – 2:57
14. Victory (War Scene) – 2:57
15. Foreign Objects #10 – 2:06
16. Planetary – 3:02
17. Sucky Christmas – 1:23
18. Santa's Coming – 3:34
19. This Is Me Shittin' – 0:10
20. Center Starship – 1:37
21. I'm Gonna Fuck Your Day Up – 2:13
22. Ass Voice – 0:47
23. Dr. Murdock – 3:00
24. Auntie Freeze – 1:19
25. Open the Gate! – 1:13
26. Echo – 1:09
27. Softball – 3:11
28. GI Joe – 0:47
29. Cap'n Crunch – 0:30
30. Flooded Basement – 2:54
31. Dog Fence – 5:32
32. Kung Fu – 0:30
33. Teleprompt Message – 0:27
34. Jamie's Message – 0:20
35. Vacuum – 3:00
36. Indiana Jones Copies – 2:43
37. Mrs. McConnel – 2:41
38. Mythanksgiving – 0:27
39. Elissa's Favourite – 4:14